# Озеро Птолемей

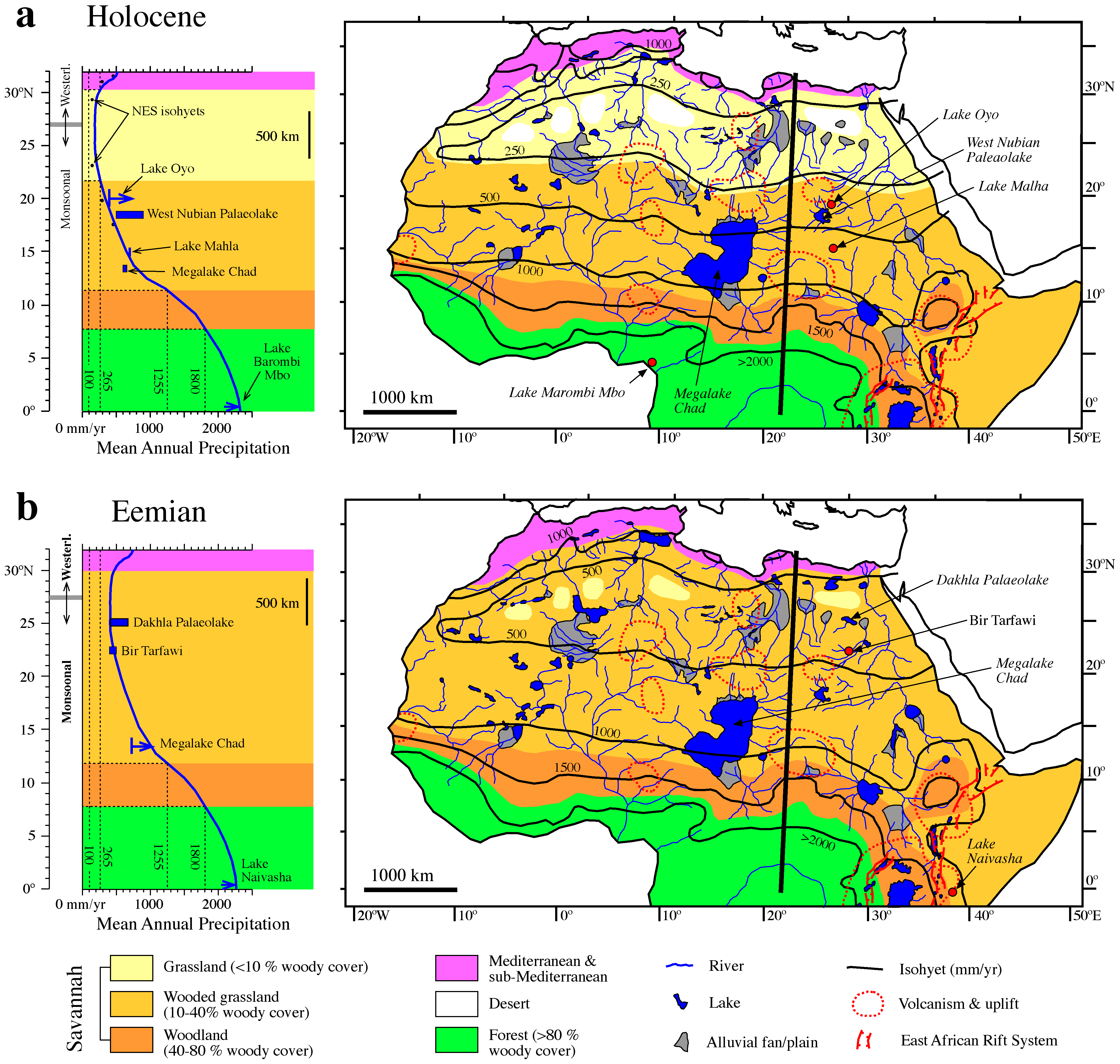
Мапа північної Африки з озером Птолемей, позначеним як Західнонубійське палеозеро

19°30′ пн. ш. 26°00′ сх. д. / 19.5° пн. ш. 26° сх. д.
Озеро Птолемей — колишнє озеро в Судані. Озеро утворилося в голоцені в регіоні Дарфур, у той час, коли мусони над Африкою були сильнішими. Існування озера датується приблизно 9100—2400 роками до н. е. Площа поверхні цього озера могла досягати 30 750 км², що було більше, ніж сучасне озеро Ері, хоча оцінки його розміру відрізняються, і воно могло бути набагато меншим. Берегові лінії в деяких місцях, наскільки вони впізнавані, мають прибережні ландшафти та очерет. Озеро було прісноводним, поповнювалося підземними водами та стоком з сусідніх гір і, можливо, було джерелом системи водоносних горизонтів нубійського пісковику. Озеро мало різноманітну екосистему з низкою видів і, можливо, сприяло поширенню видів між Нілом і озером Чад.

## Назва та історія дослідження
Озеро також відоме як «Західнонубійське озеро», «Західнонубійське палеоозеро» і «Північне Дарфурське мегаозеро». «Архіпелаг озера Птолемей» означає дюнні поля, що періодично занурювалися в воду вздовж східних берегів, утворюючи архіпелаги. Назва озера вперше згадується на карті 1858 року, але про його існування стало відомо лише в 1980—1982 роках.

## Геоморфологія

### Контекст
Під час раннього та середнього голоцену в Сахарі виникли великі озера, такі як озеро Чад і озеро Птолемей, і текли річкові системи, такі як ваді Ховар, хоча неясно, чи протікали вони через пустелю. Утворення цих палеоозер було зрештою пов'язане з сильнішим африканським мусоном, спричиненим більшим нахилом осі та перигелієм Землі, який збігся з кінцем липня, а отже, сезоном мусонів. Сьогодні східна Сахара є одним із найпосушливіших місць на Землі, оскільки вона далеко від океанських джерел вологи.

### Озеро
Озеро Птолемей знаходилося на території сучасного Судану. Оцінки його розміру змінювалися зі зміною якості регіональних карт: спочатку вважалося, що воно досягало площі поверхні близько 27 000 км²; пізніші дослідження на основі надійніших карт висот показали, що площа не перевищувала 5330 км²; ще пізніше нові карти вказували на площу поверхні 8133 км² або 11230 км² і об'єм 372 км³ і 547 км³, відповідно.
Залежно від місця розташування, були знайдені докази рівня води 550 м або навіть 555 м над рівнем моря; у першому випадку озеро могло займати площу не менше 17 864 км². Є також докази берегової лінії на висоті 570—576 м над рівнем моря; якщо це реальні відмітки, то площа озера, досягала 30 750 км² і об'єму 2530 км³ на цьому етапі. Такий розмір можна порівняти з найбільшим озером Канади — Велике Ведмеже озеро і більше ніж озеро Ері. Його глибина досягала б 83 м. Нижні рівні озера могли досягати 565 м і 560 м, і є скам'янілі докази того, що в озері траплялися епізоди мілководдя. Дно озера в його південному та західному секторах досягає 549 м над рівнем моря.
Берегові лінії розвинулися на півночі озера Птолемей, і озеро занурило там дві долини приток;
розвиток дюнних полів на західному березі ускладнює ідентифікацію берегів там, а їхня відсутність порушила питання про те, чи насправді озеро існувало в таких великих розмірах. Береги з південної та західної сторони розвинули прибережну зону з рослинністю та нерівним дном озера.
Річкові дельти утворилися там, де ваді впадали в озеро Птолемей, а на північно-західних берегах були виявлені алювіальні конуси виносу. Крейда, що утворилася в озері Птолемей, утворила ярданги, а арагоніти, кальцити і гетити утворили родовища в прилеглій пустелі, часто в болотистій місцевості. В озері утворилися вершини туфу, а після висихання залишилися відкладення плайї.
Озеро існувало в районі сучасного ваді Ховар у басейні Дарфура. Сьогодні оази Ойо, Біді та Нухейла розташовані на дні озера, яке займало озеро Птолемей на максимальній висоті. Озеро, ймовірно, нагадувало сучасне озеро Чад.

## Гідрологія
Озеро живилося стоком Еннеді, Ерді-Ма та частково западини Куфра, а також підземними водами; принаймні одна ділянка дна озера показує докази викиду води під тиском і докази вищого рівня ґрунтових вод широко поширені у східній Сахарі. Площа сточища озера становить 78 000 км², за пізнішими оцінками — 128 802 км².
Цей стік досягав озера через різні ваді, багато з яких впадали в озеро Птолемей з півночі, такі як ваді Феш-Феш. Еннеді був критичним для водного балансу озера. На північному заході дренажна система озера Птолемей межувала з областями, які стікали на північ, а на північному сході дренаж був на північний схід. На відміну від озера Чад/озера Мегачад, озеро Птолемей живилося не річками з вологих і напіввологих тропіків, а виключно з регіональних водозбірних басейнів.
Наявність Asphataria вказує на те, що озеро Птолемей було прісноводним озером, особливо близько до його приток, хоча іноді з солонуватими фазами. Опадів у той час було близько 300 мм/рік.
На рівні води 550 м озеро Птолемей було б пов'язане з палеодренажною системою, що належить до плато Аб'яд. Можливий зв'язок між озером Птолемей і ваді Ховар, яке впадає в Ніл, але це не доведено. При рівні води 577—583 м озеро Птолемей вилилося б у ваді Арід.

## Біологія
Озеро Птолемей мало різноманітну екосистему, особливо в його південно-західному секторі, де притоки утворювали річкові дельти з різноманітним середовищем; а саме береги, плавні, мілкі озера та болота. Види рослин, задокументовані з озера Птолемей: Acacia та Tamarix, а також Balanitos aegyptiaca та Capparis decidua. Різні водні системи сприяли розмноженню рослин. На південному та західному берегах озера утворилися плавні, що, ймовірно, простягалися по всьому його периметру, а іноді й у відкритій воді. Існування рогозу свідчить про те, що мали місце фази мілководного озера. Мікробіаліти і строматоліти також утворилися на берегах озера.
Черепашкові, знайдені в озері, містять Candonopsis, Cyprideis, Cypridopsis, Cyprilla, Darwinula, Herpetocypris і Limnocytherae. У деяких місцях діатомові водорості були досить поширені, щоб утворити родовища діатоміту.
В озері Птолемей існувало близько 10—18 видів риб, таких як Clarias lazera, Lates niloticus і Synodontis. Крім того, на території колишнього озера були знайдені скам'янілості сухопутних черепах, водних черепах і бегемотів. Про існування болотних тварин у регіоні вже повідомлялося на карті 1858 року. Інші тварини, задокументовані у скам'янілостях, містять нільського крокодила та види пеломедузові і трикігтеві черепахи. Бджоли, молюски та черви були активними в озерних відкладеннях, тоді як бубалові, слони, жирафи, інші копитні, а також інші тварини, такі як очеретяні щури, жили навколо озера.
Південний берег озера Птолемей міг бути населений неолітичними скотарями. Крім того, в регіоні навколо колишнього озера було знайдено багато людських артефактів, деякі з яких, можливо, мали релігійно-духовне значення.

## Озерна хронологія
Басейн озера, ймовірно, утворився до голоцену внаслідок вітрової ерозії. Під час плейстоцену в районі північного озера Птолемей утворилося «озеро Сідік». Воно датоване 21 600 ±600 роками до н. е., в той час як жодних озерних відкладень, що датуються пізнім плейстоценом, не знайдено; клімат на той момент був таким же сухим, як і сьогодні.
Озеро Птолемей існувало як прісноводне озеро вже приблизно 9180 ±185 років тому. Тимчасовий низький рівень води датується 7470 ±100 і 8100 ±80 роками до н. е. Низький рівень був пов'язаний з сильним трофічним ростом; низини на рівні озера дозволили наземним тваринам досягти внутрішньої частини басейну озера. Радіовуглецеве датування крейди у ваді, що впадало в озеро з півночі, показало вік 6680 ±135 і 6810 ±70 років до н. е.. Інші дати з північних берегів — 7900—6400 років до н. е. та 9250—3800 років до н. е.. Дати, отримані зі скам'янілостей риб у північних районах, складають 2360 ±65 і 3285 ±70 років до н. е., коли рівень озера був менш стабільним. У даних про викопні рештки не збережено реальних подій висихання.
Ваді, що впадають в озеро, транспортували воду ще 3300—2900 і 3300—2400 років тому на південній і північній стороні відповідно. Під час висихання озеро розпалося на окремі басейни. Дефляція видалила наймолодші відкладення, тому точний час, коли озеро зникло, невідомий. Сьогодні вітрова ерозія є домінуючим процесом у цьому регіоні; північно-східні пасати утворили піщані відкладення, включаючи бархани на південно-західній стороні колишнього озера.

## Зв'язок із підземними водами та екосистемами
Озеро Птолемея пов'язане з Нубійським водоносним шаром; під час моделювання максимальний рівень води у водоносному горизонті досягав поверхні озера, і близько 3 км³ води з озера потрапляло у водоносний горизонт щороку. Озеро також сприяло обміну між видами озера Чад і Нілу.